# Batu Pahat
Batu Pahat è una città della Malaysia situata nello stato di Johor, capoluogo del distretto di Batu Pahat.